# Lucilia sinensis
Lucilia sinensis är en tvåvingeart som beskrevs av Aubertin 1933. Lucilia sinensis ingår i släktet Lucilia och familjen spyflugor. Inga underarter finns listade i Catalogue of Life.